# Colleen Moore

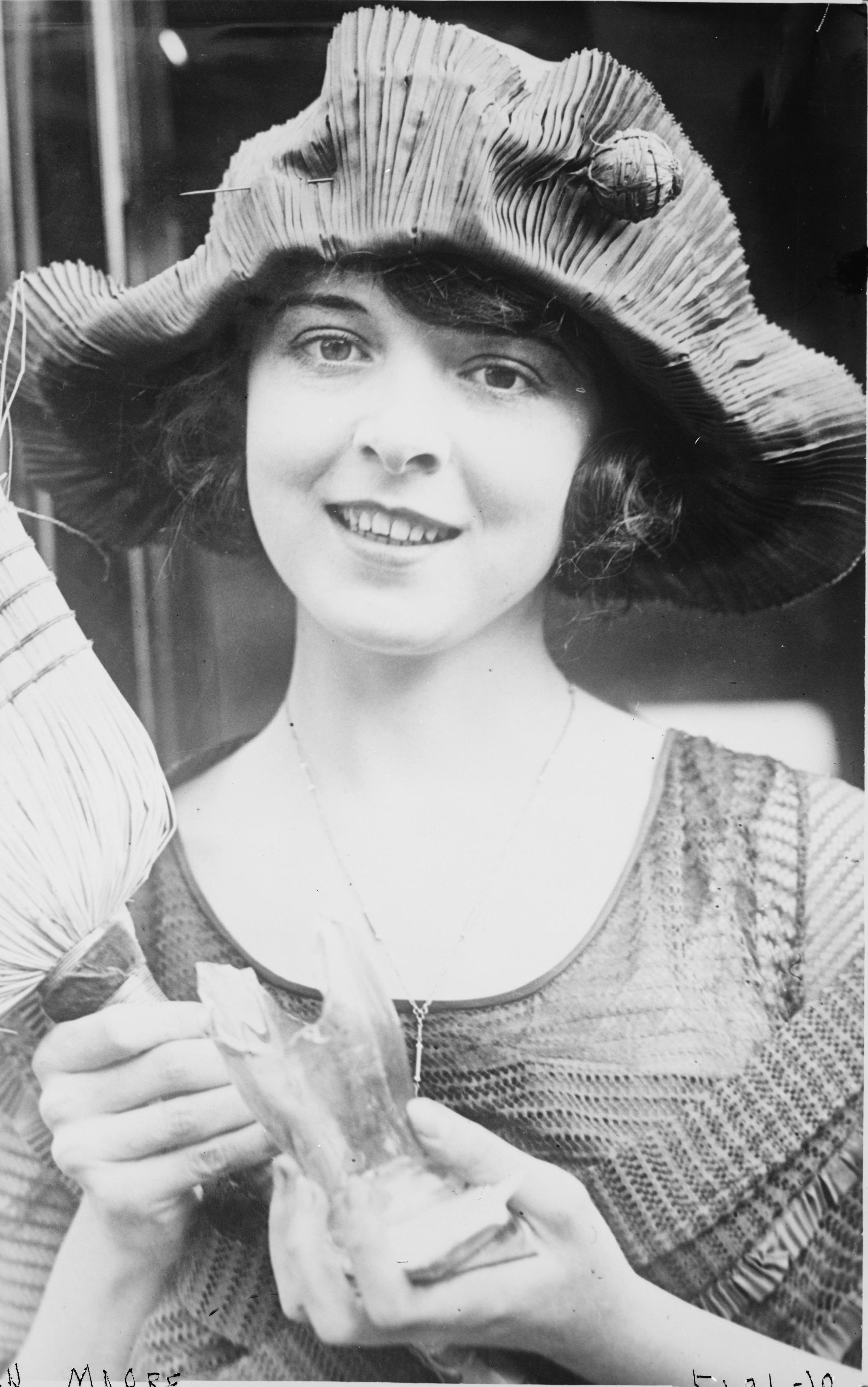
Colleen Moore

Colleen Moore, geboren als Kathleen Morrison (Port Huron (Michigan), 19 augustus 1900 - Paso Robles (California), 25 januari 1988) was een Amerikaans actrice. In de tijd van de stomme film werd Moore beschouwd als een superster.

## Biografie
Moore begon voor het eerst in films te spelen in 1916. Haar rollen waren echter klein, maar werd wel opgemerkt. Toen ze in 1922 werd uitgeroepen tot een van de WAMPAS Baby Stars, groeide haar populariteit.
Moores doorbraak was die in Flaming Youth (1923). Moore werd een van de meest besproken actrices, vanwege haar opmerkelijk vrije "flapper"-stijl van leven en haar bobkapsel. Moore en Louise Brooks werden beschouwd als voorbeelden die symbool stonden voor de volwassene maatschappij uit hun tijd. Andere bekende films van Moore waren Flirting With Love en The Perfect Flapper.
In 1925 bewees ze dat ze ook serieuze rollen aankon, toen ze te zien was in So Big. Toch liet ze een jaar later merken dat ze haar gevoel voor humor nog steeds had, toen ze te zien was in de populaire film Irene.
Toen de geluidsfilm kwam, laste Moore een pauze in het acteren in. Ze vluchtte na huwelijksproblemen in 1933 terug naar Hollywood. Toch werden haar films geen succes, en in 1934 ging ze met pensioen.
In de jaren 60 richtte ze samen met King Vidor een productiebedrijf op. Ook bracht ze in 1968 haar autobiografie Silent Star: Colleen Moore Talks About Her Hollywood uit. In 1969 bracht ze overigens ook How Women Can Make Money in the Stock Market uit.
Moore werd een succesvolle investeerder en verdiende op het hoogtepunt van haar carrière $12.500 per week.
Ze overleed in 1988 aan kanker.

## Filmografie
- The Prince of Graustark (1916) - Bediende
- The Bad Boy (1917) - Ruth
- An Old Fashioned Young Man (1917) - Margaret
- Hands Up! (1917) - Marjorie Houston
- The Little American (1917)
- The Savage (1917) - Lisette
- Little Orphant Annie (1918) - Annie
- A Hoosier Romance (1918) - Patience Thompson
- The Busher (1919) - Mazie Palmer
- The Wilderness Trail (1919) - Jeanne Fitzpatrick
- The Man in the Moonlight (1919) - Rosine Delorme
- The Egg Crate Wallop (1919) - Kitty Haskell
- Common Property (1919) - Tatyoe
- A Roman Scandal (1919) - Mary
- The Cyclone (1920) - Sylvia Sturgis
- Her Bridal Night-Mare (1920) - Mary
- When Dawn Came (1920) - Mary Harrison
- The Devil's Claim (1920) - Indora
- So Long Letty (1920) - Grace Miller
- The Sky Pilot (1921) - Gwen
- His Nibs (1921) - The Girl
- The Lotus Eater (1921) - Mavis
- Come on Over (1922) - Moyna Killiea
- The Wall Flower (1922) - Idalene Nobbin
- Affinities (1922) - Fanny Illington
- Forsaking All Others (1922) - Penelope Mason
- Broken Chains (1922) - Mercy Boone
- The Ninety and Nine (1922) - Ruth Blake
- Look Your Best (1923) - Perla Quaranta
- The Nth Commandment (1923) - Sarah Juke
- Slippy McGee (1923) - Mary Virginia
- Broken Hearts of Broadway (1923) - Mary Ellis
- The Huntress (1923) - Bela
- April Showers (1923) - Maggie Muldoon
- Flaming Youth (1923) - Patricia Fentriss
- Through the Dark (1924) - Mary McGinn
- Painted People (1924) - Ellie Byrne
- The Perfect Flapper (1924) - Tommie Lou Pember
- Flirting with Love (1924) - Gilda Lamont
- So Big (1924) - Selina Peake
- Sally (1925) - Sally
- The Desert Flower (1925) - Maggie Fortune
- We Moderns (1925) - Mary Sundale
- Ben-Hur: A Tale of the Christ (1925)
- Irene (1926) - Irene O'Dare
- Ella Cinders (1926) - Ella Cinders
- It Must Be Love (1926) - Fernie Schmidt
- Twinkletoes (1926) - Twinkletoes
- Orchids and Ermine (1927) - 'Pink' Watson
- Naughty But Nice (1927) - Bernice Summers
- Her Wild Oat (1927) - Mary Brown
- Happiness Ahead (1928) - Mary Randall
- Lilac Time (1928) - Jeannine Berthelot
- Oh Kay! (1928) - Lady Kay Rutfield
- Synthetic Sin (1929) - Betty
- Why Be Good? (1929) - Pert
- Smiling Irish Eyes (1929) - Kathleen O'Connor
- Footlights and Fools (1929) - Betty Murphy/Fifi D'Auray
- The Power and the Glory (1933) - Sally Garner
- The Social Register (1934) - Patsy Shaw
- Success at Any Price (1934) - Sarah Griswold
- The Scarlet Letter (1934) - Hester Prynne

- Bibsys: 90856080
- Bibliothèque nationale de France: cb16147766j (data)
- Catàleg d'autoritats de noms i títols de Catalunya: 981058514901506706
- Gemeinsame Normdatei: 1022915096
- International Standard Name Identifier: 0000 0000 7142 6472
- Library of Congress Control Number: no89010839
- Nationale Bibliotheek van Israël: 987007605020605171
- SNAC: w6nz8wsg
- Virtual International Authority File: 335148995948259751671